# Dyskografia Young Money Entertainment
Artykuł przedstawia dyskografię amerykańskiej wytwórni Young Money Entertainment, która zawiera trzy kompilacje, jeden mixtape oraz single.

## Dyskografia

### Kompilacje
| Tytuł                               | Dane dot. albumu                                                                                            | Najwyższa pozycja | Najwyższa pozycja | Najwyższa pozycja | Status        |
| Tytuł                               | Dane dot. albumu                                                                                            | US                | US R&B            | US Rap            | Status        |
| ----------------------------------- | --- | ----------------- | ----------------- | ----------------- | ------------- |
| We Are Young Money                  | - Data wydania: 21 grudnia 2009 - Wydawca: Young Money, Cash Money, Republic - Format: CD, digital download | 9                 | 3                 | 1                 | - RIAA: Złoto |
| Rich Gang (oraz Cash Money Records) | - Data wydania: 23 lipca 2013 - Wydawca: Young Money, Cash Money, Republic - Format: CD, digital download   | 9                 | 2                 | 2                 |               |
| Rise of an Empire                   | - Data wydania: 11 marca 2014 - Wydawca: Young Money, Cash Money, Republic - Format: CD, digital download   | 7                 | 4                 | 2                 |               |

### Mixtape
| Tytuł                           | Dane dot. albumu                                                                       | Źródło |
| ------------------------------- | -------------------------------------------------------------------------------------- | ------ |
| Young Money: The Mixtape Vol. 1 | - Data wydania: 2005 - Wydawca: Young Money, Cash Money - Format: CD, Digital download | [ 5 ]  |

### Single
| Rok                                        | Tytuł                       | Najwyższa notowana pozycja | Najwyższa notowana pozycja | Najwyższa notowana pozycja | Najwyższa notowana pozycja | Najwyższa notowana pozycja | Najwyższa notowana pozycja | Najwyższa notowana pozycja | Status           | Album                          |
| Rok                                        | Tytuł                       | US                         | US R&B                     | US Rap                     | CAN                        | IRE                        | NZ                         | UK                         | Status           | Album                          |
| ------------------------------------------ | --------------------------- | -------------------------- | -------------------------- | -------------------------- | -------------------------- | -------------------------- | -------------------------- | -------------------------- | ---------------- | ------------------------------ |
| 2009                                       | "Every Girl"                | 10                         | 2                          | 2                          | —                          | —                          | —                          | —                          | - US: Złoto      | We Are Young Money             |
| 2009                                       | "BedRock" (featuring Lloyd) | 2                          | 2                          | 1                          | 43                         | 17                         | 21                         | 9                          | - US: 3× Platyna | We Are Young Money             |
| 2010                                       | "Roger That"                | 56                         | 15                         | 6                          | —                          | —                          | —                          | —                          | —                | We Are Young Money             |
| 2013                                       | "Tapout" (featuring Future) | 45                         | 10                         | 8                          | —                          | —                          | —                          | —                          | - US: Złoto      | Rich Gang                      |
| 2014                                       | "We Alright"                | —                          | 56                         | —                          | —                          | —                          | —                          | —                          | —                | Young Money: Rise of an Empire |
| 2014                                       | "Trophies"                  | 50                         | 13                         | 5                          | —                          | —                          | —                          | —                          | —                | Young Money: Rise of an Empire |
| 2014                                       | "Lookin Ass"                | 104                        | 28                         | 16                         | —                          | —                          | —                          | —                          | —                | Young Money: Rise of an Empire |
| "—" oznacza, że pozycja nie była notowana. |                             |                            |                            |                            |                            |                            |                            |                            |                  |                                |

### Inne notowane utwory
| Rok                                        | Tytuł                                   | Najwyższa notowana pozycja | Najwyższa notowana pozycja | Najwyższa notowana pozycja | Album                          |
| Rok                                        | Tytuł                                   | US                         | US R&B                     | US Rap                     | Album                          |
| ------------------------------------------ | --------------------------------------- | -------------------------- | -------------------------- | -------------------------- | ------------------------------ |
| 2009                                       | "Pass the Dutch" (featuring Short Dawg) | —                          | 119                        | —                          | We Are Young Money             |
| 2009                                       | "Steady Mobbin'" (featuring Gucci Mane) | 48                         | 17                         | 6                          | We Are Young Money             |
| 2009                                       | "Gooder"                                | 109                        | —                          | —                          | We Are Young Money             |
| 2014                                       | "Senile"                                | —                          | 50                         | —                          | Young Money: Rise of an Empire |
| 2014                                       | "Moment"                                | —                          | 57                         | —                          | Young Money: Rise of an Empire |
| "—" oznacza, że pozycja nie była notowana. |                                         |                            |                            |                            |                                |